# La Chorrera (distrito)

Localização do distrito de La Chorrera.

La Chorrera é um distrito da província de Panamá Oeste, Panamá. Possui uma área de 688,10 km² e uma população de 124.656 habitantes (censo 2000), perfazendo uma densidade demográfica de 181,16 hab./km². Sua capital é a cidade de La Chorrera.